# Bolghar
Bolghar (tiếng Tatar: Болгар, đã Latinh hoá: Bulgar, Bolgar, Bolğar, tiếng Chuvash: Пăлхар) là thủ đô liên tục của nhà nước Volga Bulgaria từ thế kỷ 8 đến thế kỷ 15. Cùng với Bilar và Nur-Suvar là những thành phố quan trong nhất đất nước. Bolgar nằm trên bờ sông Volga, cách khoảng 30 km về phía hạ lưu, nơi hợp lưu của nó với sông Kama, và cách thành phố Kazan khoảng 130 km. Bolghar ngày nay là một phần của quận Spassky, cộng hòa Tatarstan. Phía tây của nó là một thị trấn nhỏ hiện đại, từ năm 1991 được biết đến với tên Bolgar. Năm 2014, đồi pháo đài cổ của Bolghar đã được UNESCO công nhận là Di sản thế giới.

## Lịch sử
Thành phố này được cho là thủ đô của Volga Bulgaria từ sớm nhất là vào thế kỷ thứ 8. Cuộc xâm lược của những người Nga dọc theo sông Volga đã buộc những vị vua của Volga Bulgaria phải chuyển thủ đô về Bilyar. Sau khi Bilyar bị phá hủy trong cuộc xâm lược của Mông Cổ, thủ đô cũ đã trở thành một trung tâm của một tỉnh riêng biệt của Hãn quốc Kim Trướng. Trong khoảng thời gian Mông Cổ cai trị, Bolghar đã trở lên giàu có với nhiều tòa nhà hoành tráng cùng sự mở rộng lãnh thổ gấp mười lần so với trước.
Trong cuộc chiến tranh Tokhtamysh-Timur, thành phố đã bị suy giảm đáng kể. Nó bị cướp bóc bởi Bulaq-Temir vào năm 1361, đe dọa bởi Timur Lenk, sau đó là cướp phá bởi những tên cướp biển Nga Ushkuiniks, và đến năm 1431, thành phố bị phá hủy bởi Vasily II của Muscovy. Sau đó thành phố trở thành một trung tâm Hồi giáo của Hãn quốc Kazan, trước khi bị chinh phục bởi Sa hoàng Ivan IV để trở thành một phần của nước Nga. Thành phố sau đó được định cư bởi những người Nga. Pyotr Đại đế sau đó đã ban hành một sắc lệnh để bảo tồn các di tích còn sót lại, đây cũng chính là điều luật đầu tiên của Nga về bảo tồn một di tích lịch sử.
Trong thời kỳ Xô Viết, Bolghar là trung tâm của phong trào Hồi giáo địa phương, được biết đến như là Tiểu Hajj khi các cuộc hành hương từ Tatarstan và các nơi khác của Liên Xô không thể tham gia cuộc hành hương Hajj đến Mecca, thì họ đã tới Bolghar.

## Tầm quan trọng
Bolghar trong thời trung cổ là thủ đô của Volga Bulgaria được biết đến với tên Shahri Bolghar (tiếng Tatar: Шәһри Болгар, đã Latinh hoá: Şähri Bolğar có nghĩa là Thành phố của Bolgar. Thành phố cũng chính là một phần di sản văn hóa của họ, Volga Bolgaria được những người Tatarstan xem như là tiền thân của Hãn quốc Kazan, liên kết văn hóa với Cộng hòa Tatarstan tới tận ngày nay.
Thủ đô của Cộng hòa Tatarstan bây giờ là Kazan, nhưng nhiều người dân vẫn coi Bolghar như là cố đô, trung tâm tôn giáo, cho họ cái nhìn về cuộc sống Hồi giáo trước khi người Mông Cổ xâm lược Volga Bulgaria.

## Tài sản
Các di tích và di vật khảo cổ ngày nay tại Bolghar bao gồm cả Nhà thờ Hồi giáo, Đông lăng, Bắc lăng, Hãn lăng, Buồng Đen, Buồng Trắng, Minaret nhỏ và Nhà thờ Giáo hội Đức Mẹ Lên Trời, tất cả đã được đăng ký là Tài sản văn hóa quốc gia vào năm 2002. Tài sản ở Bolgar được sử dụng để triển lãm trưng bày, bảo quản trong bảo tàng, nghiên cứu và cho công chúng tham quan đi đôi với bảo tồn.

## Hình ảnh

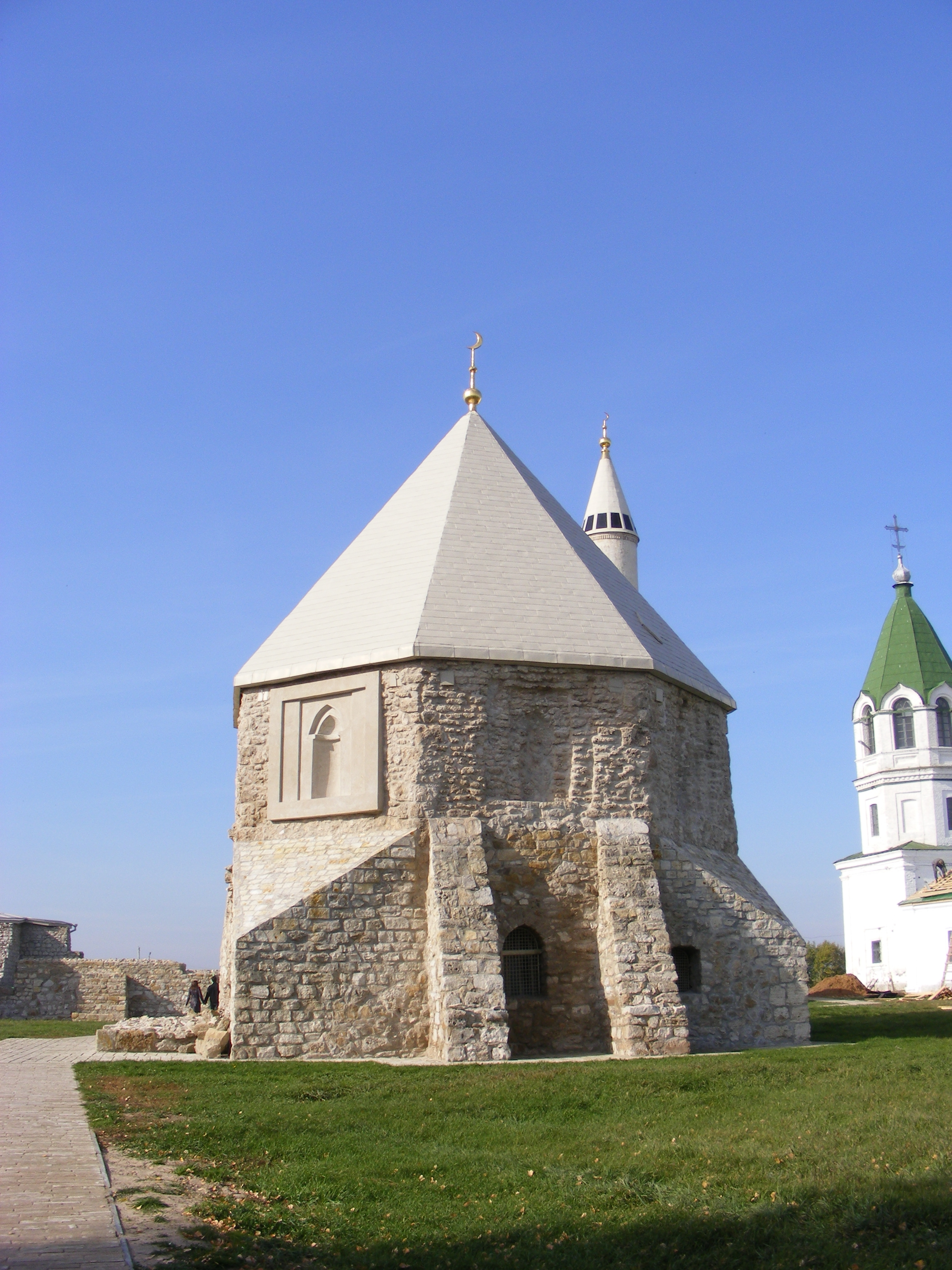
Đông Lăng
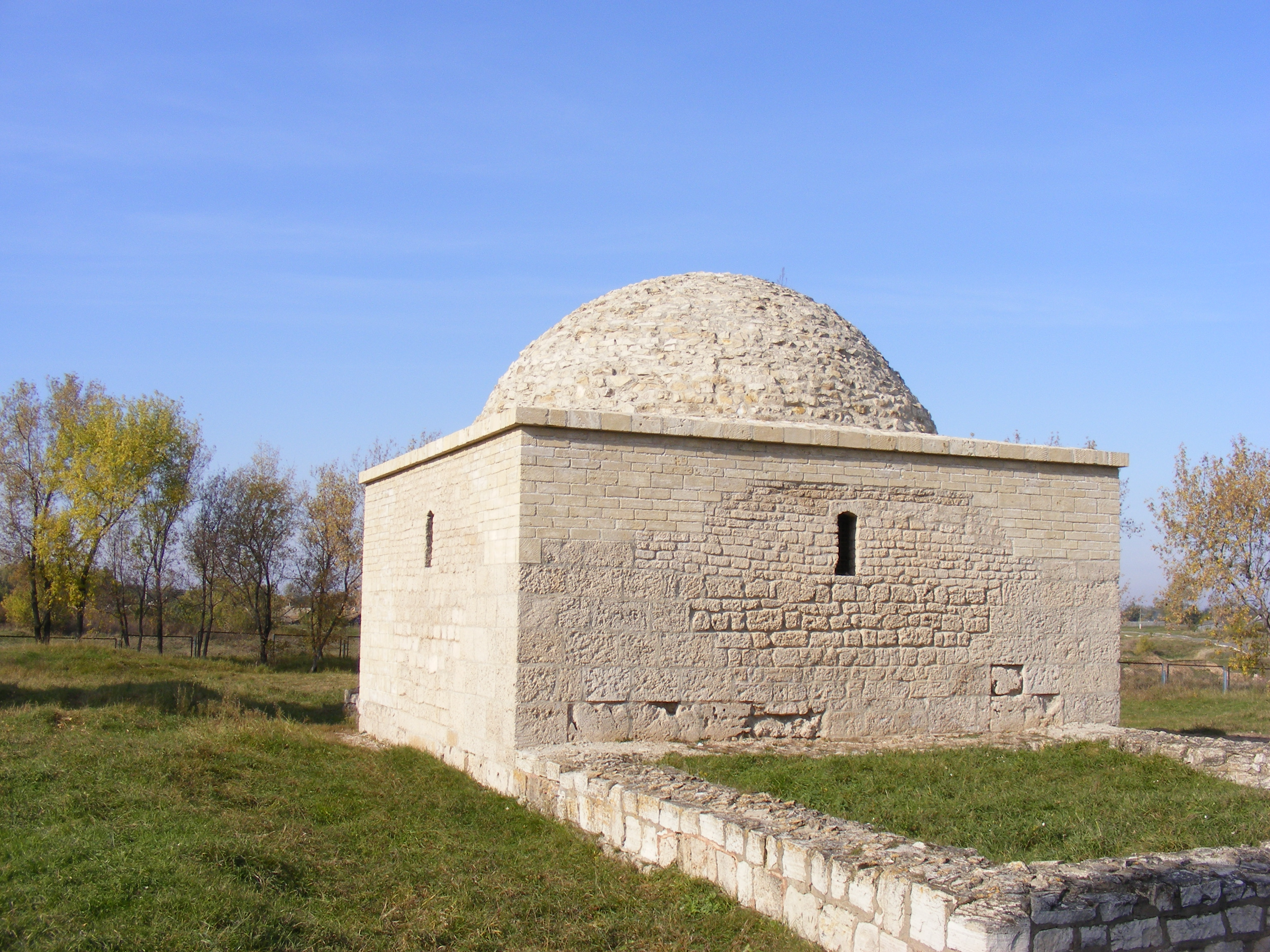
Hãn Lăng
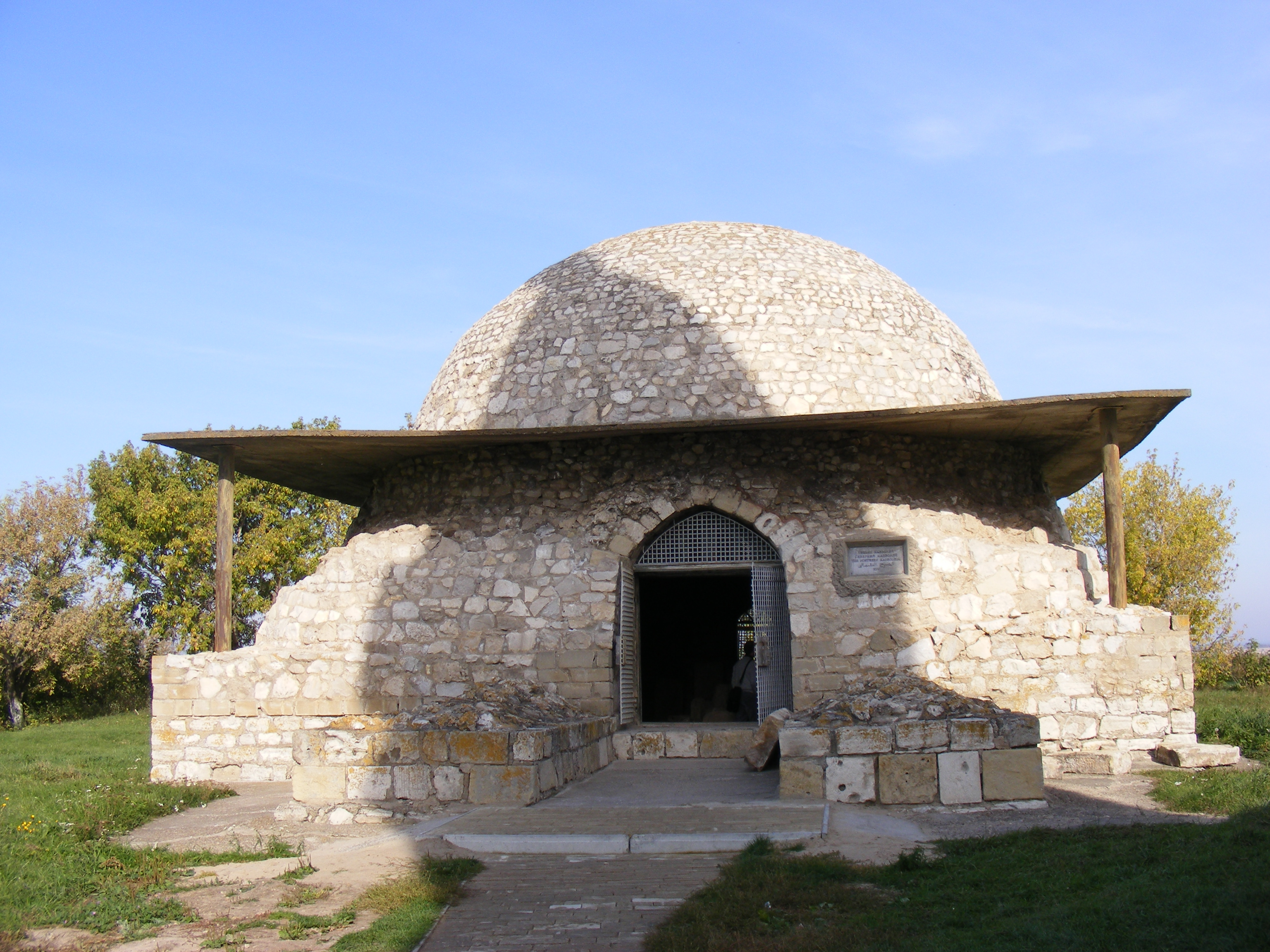
Bắc Lăng
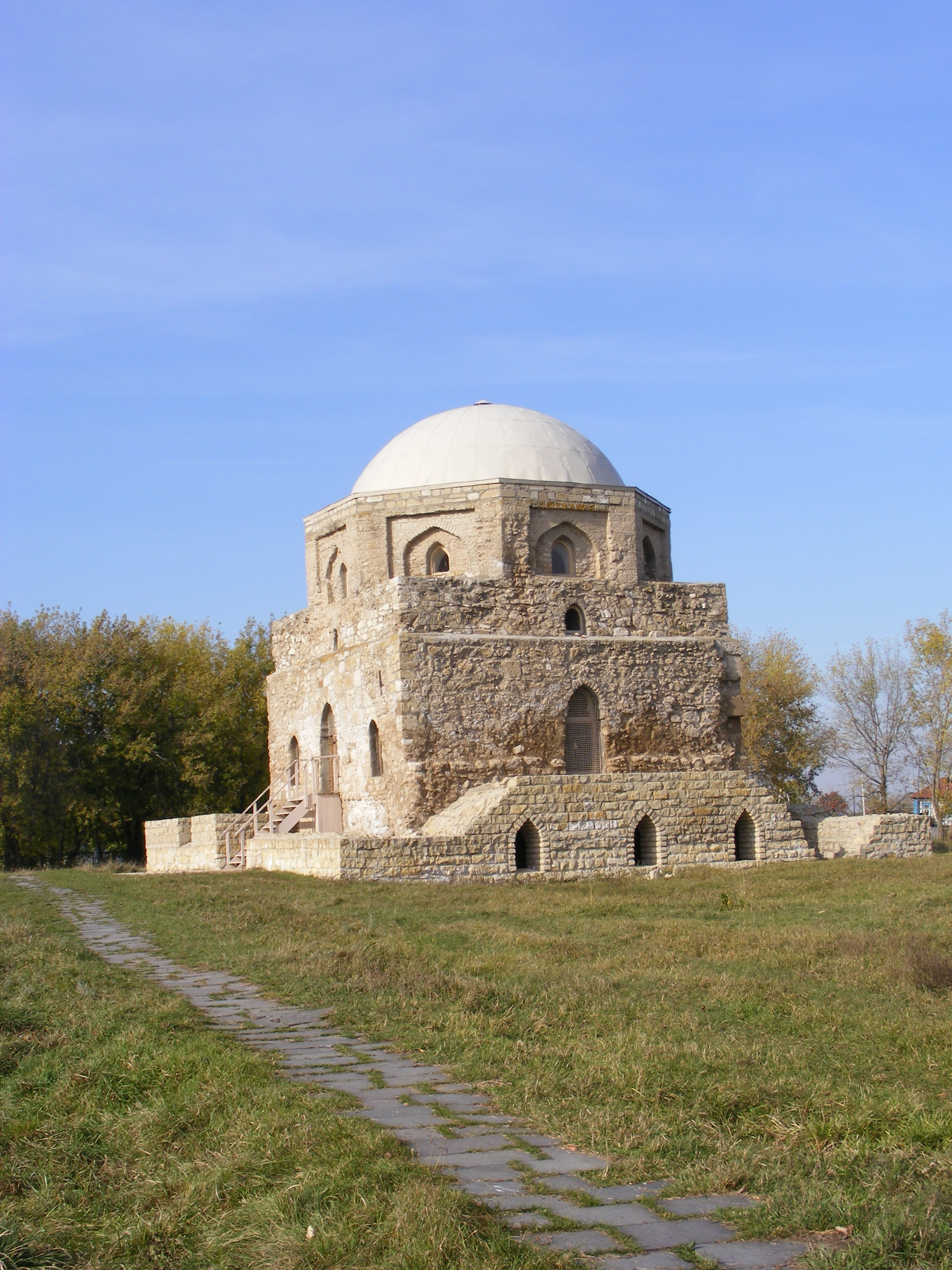
Buồng Đen
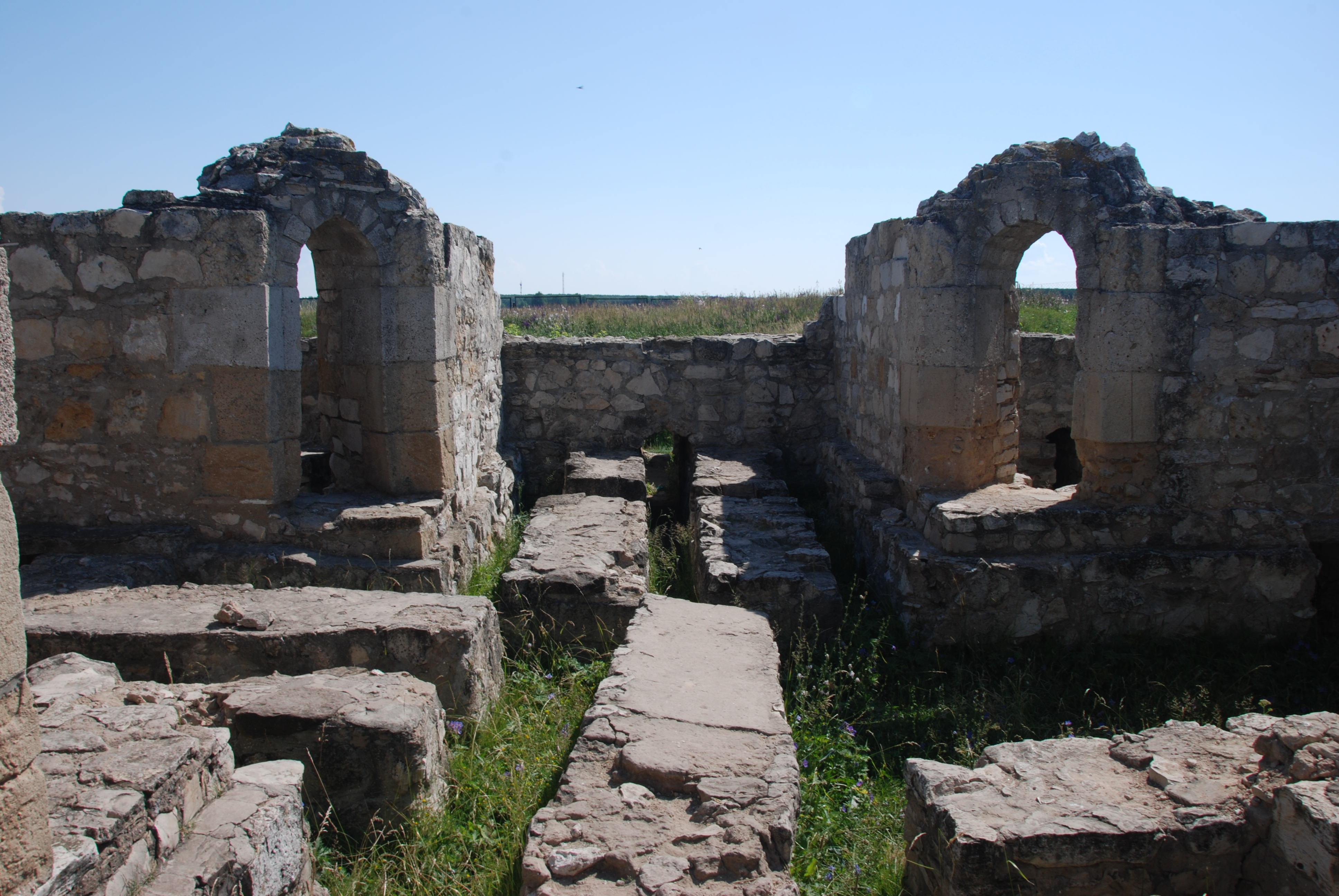
Buồng Trắng
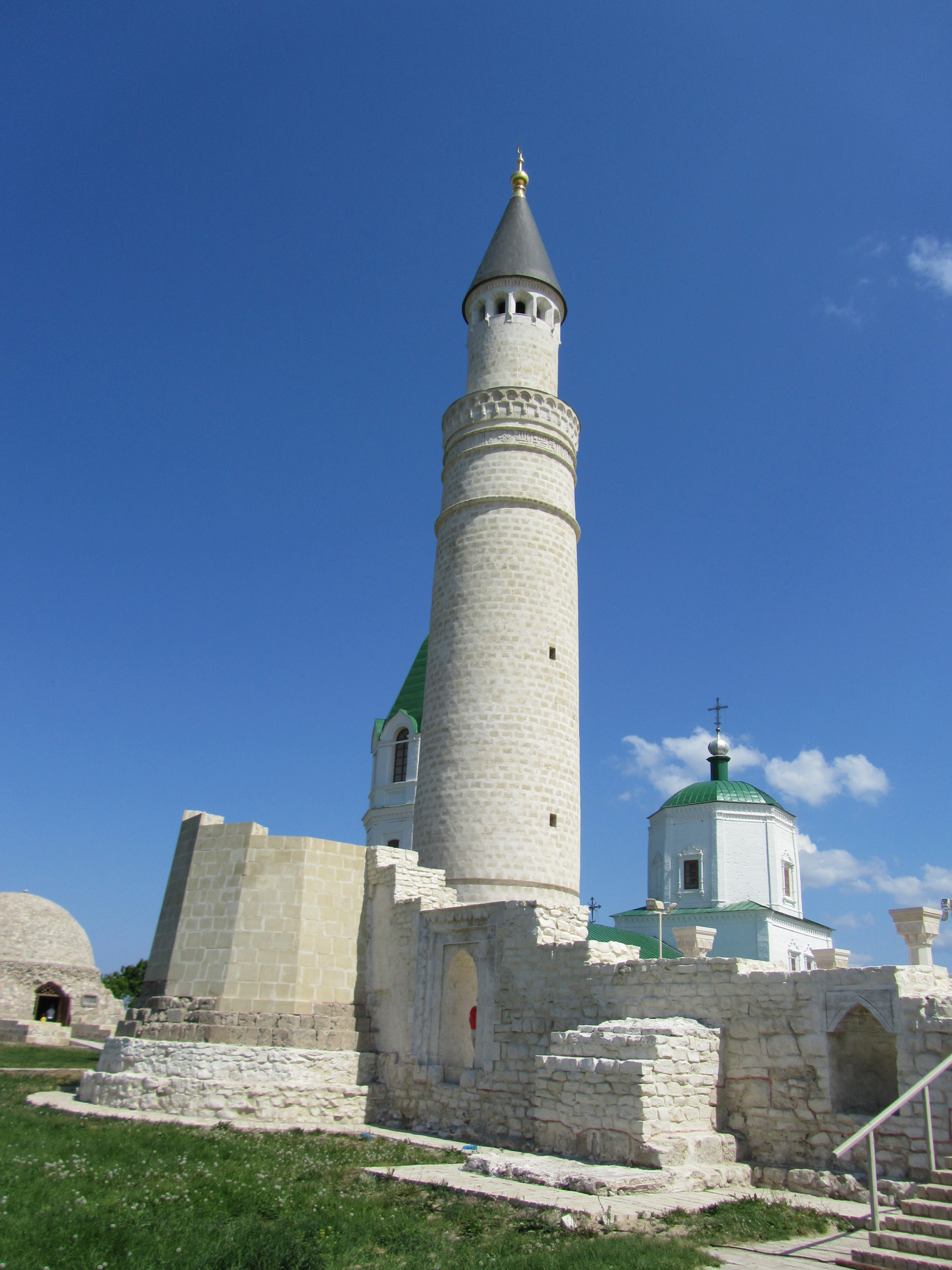
manara lớn
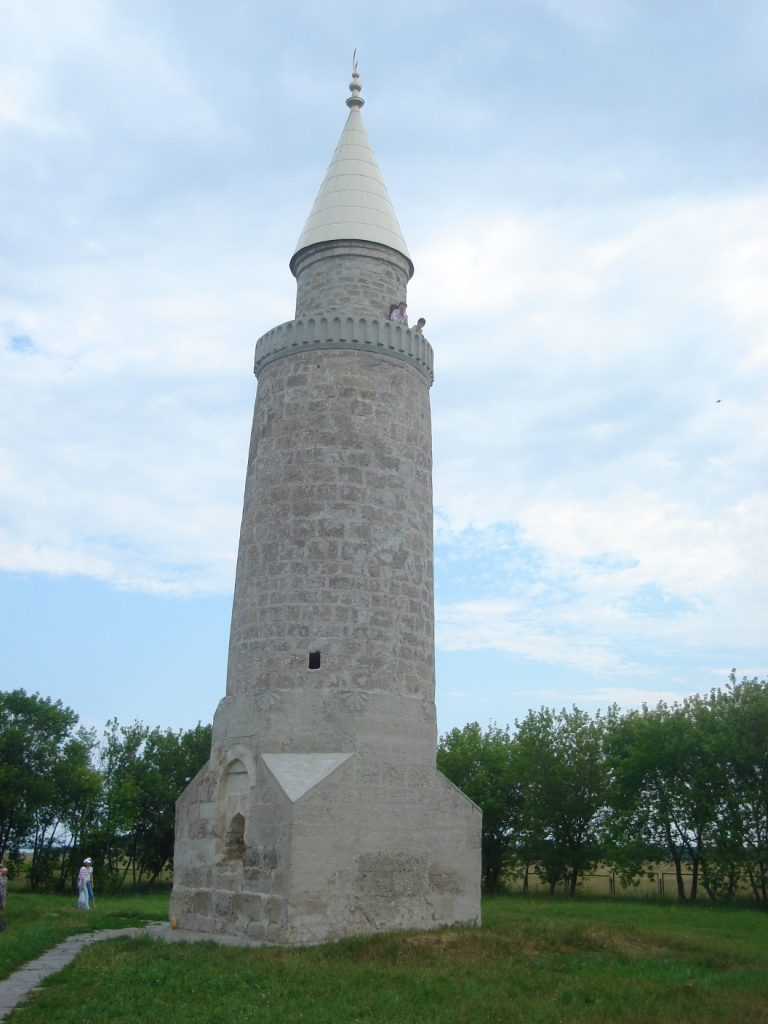
manara nhỏ
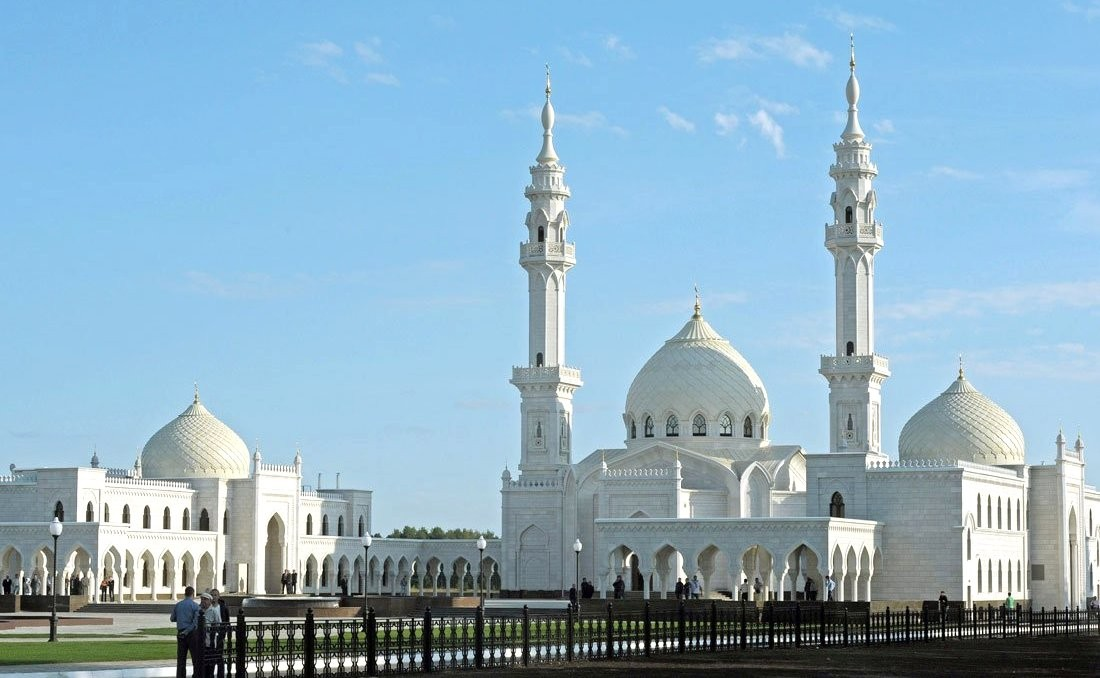
Nhà thờ Bolghar mới, Nhà thờ Hồi giáo Trắng
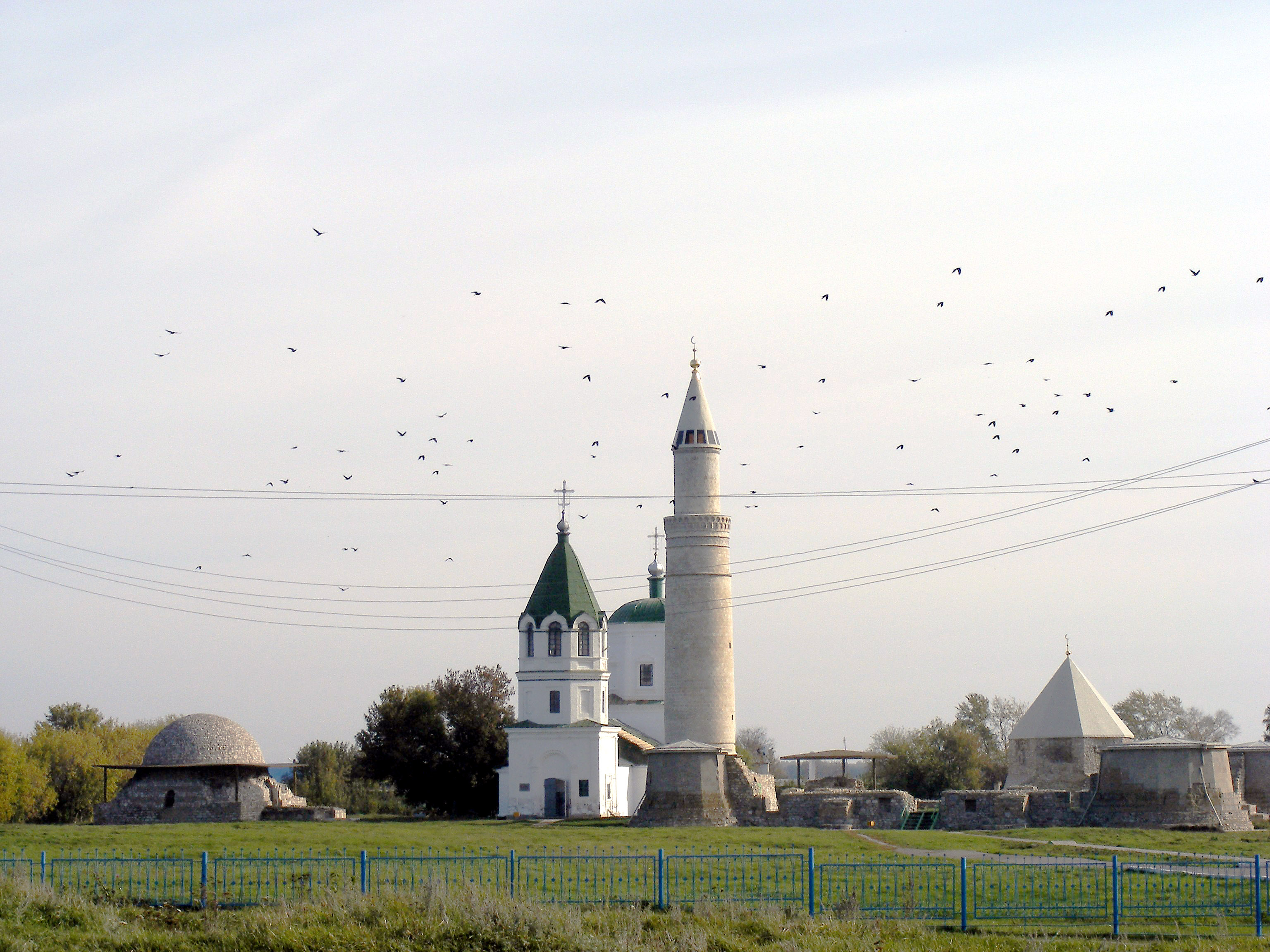
Đồi pháo đài
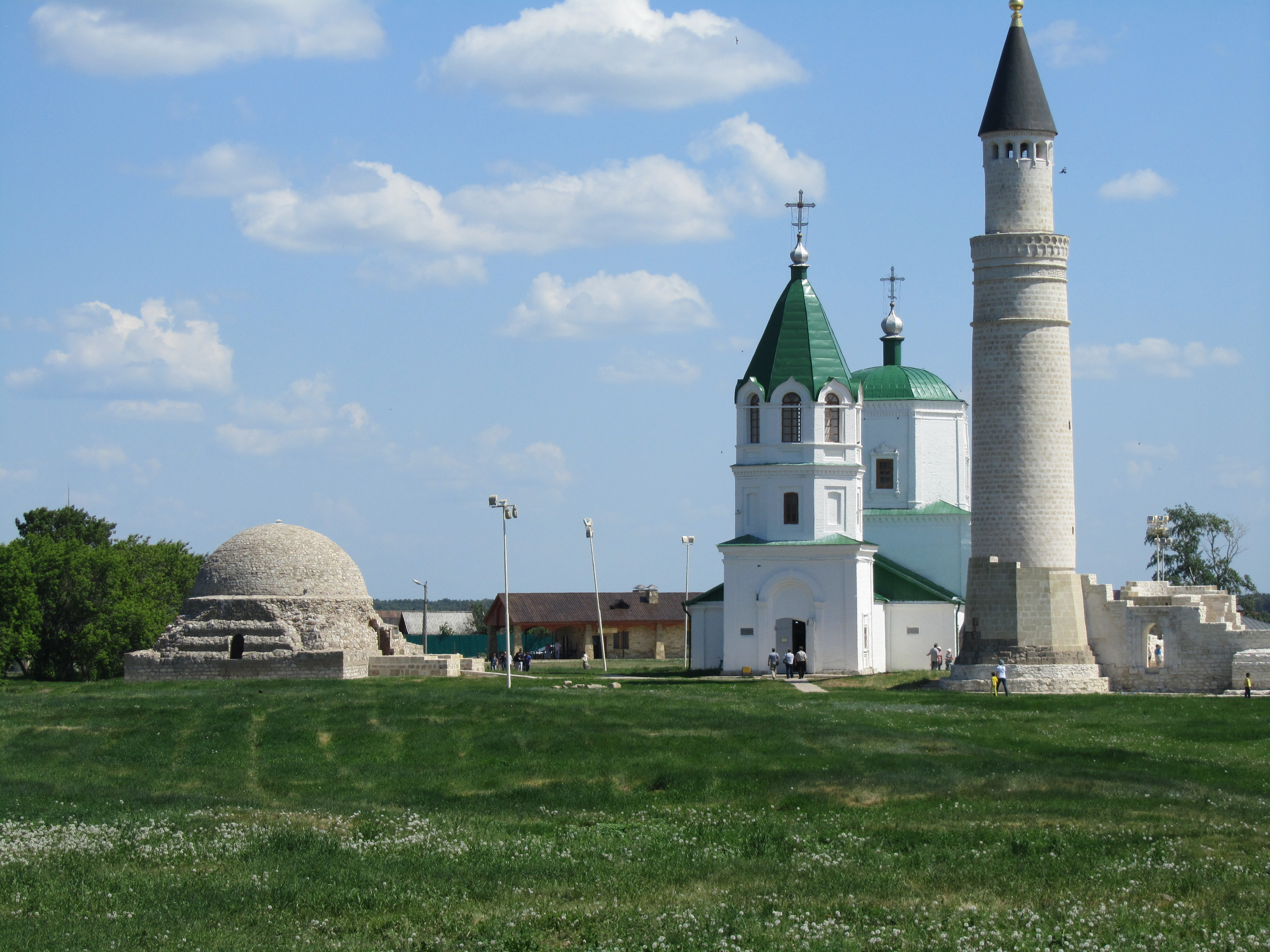
Đền thờ
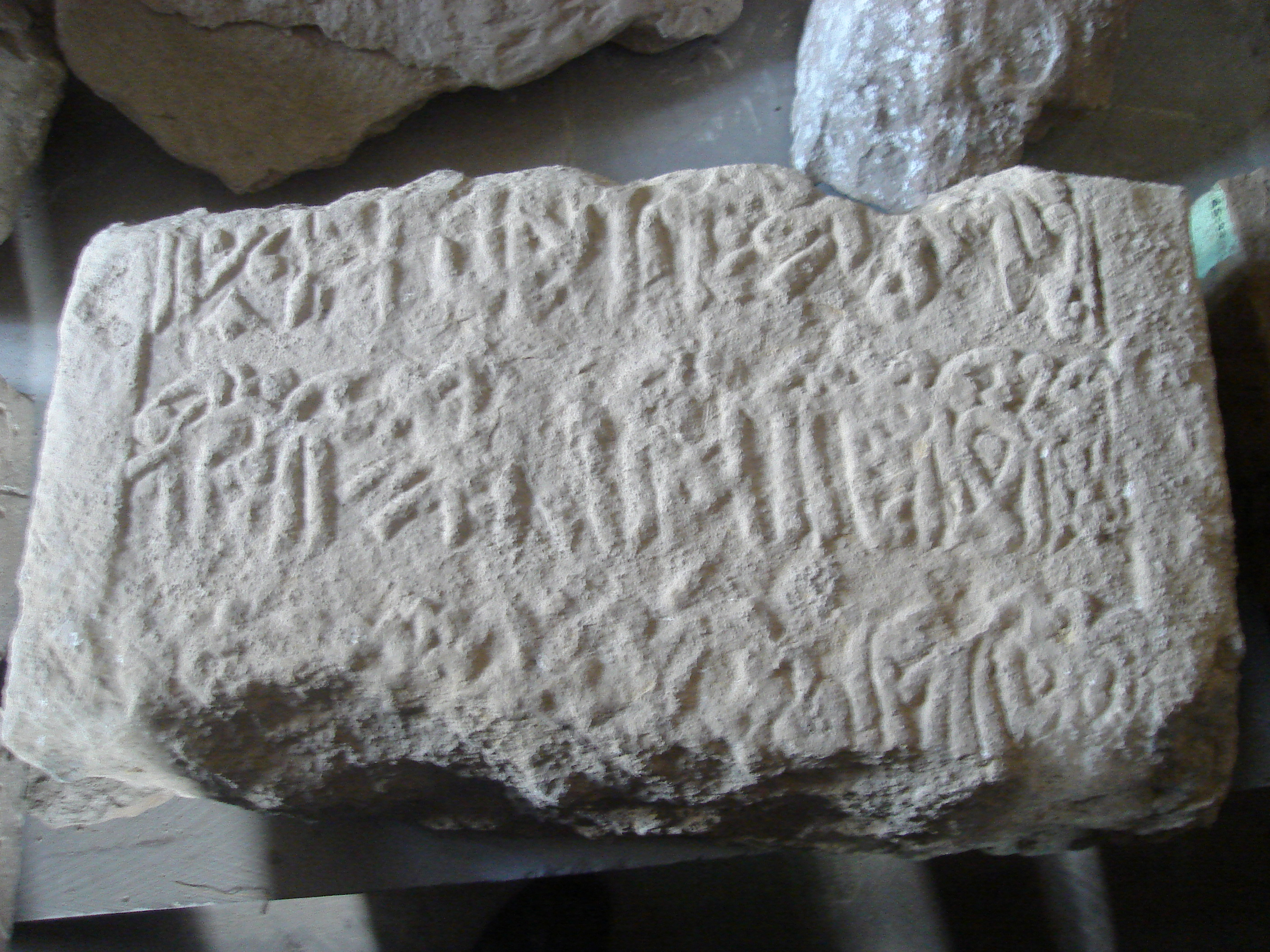
Một tấm bia từ Bolghar